# 松田友美
松田 友美（まつだ ともみ、1982年5月5日 - ）は実業団ヨネックス所属のバドミントン選手。長崎県出身。東長崎中学校→長崎女子高等学校卒業。
ヨネックスに入ってからのダブルスのパートナーは赤尾亜希。
姉の宮田美穂(旧姓：松田美穂)も、ベスト電器（廃部）→シャトルクラブ大阪のバドミントン選手である。
2008年日本リーグ戦を最後に引退し、結婚している。双子の女の子を出産。
2013年より、カイエンタープライズ株式会社とアスリート契約をしている。

## 来歴
長崎市立東長崎中学校時代から頭角を現し、2年生時、全日本ジュニアバドミントン選手権大会にて準優勝。3年生時、全国中学校バドミントン大会シングルス優勝を果たす。長崎女子高等学校卒業後の2001年から2008年までヨネックスバドミントンチームに所属。チームメイトの赤尾亜希とダブルスペアを組み、オリンピック特別強化指定選手として国際試合でも活躍した。日本代表として、潮田玲子、小椋久美子、末綱聡子、前田美順らと世界を転戦した。世界ランキングは最高6位。2008年12月に引退した。

## 主な戦歴

### 国内試合
- 1997年
  - 全国中学生女子シングルス優勝
- 1999年
  - 全国高等学校バドミントン選手権大会女子シングルス第3位
- 2003年
  - 全日本社会人バドミントン選手権大会女子ダブルス優勝
  - 全日本総合女子ダブルス第3位
- 2004年
  - 全日本総合女子ダブルス第3位
- 2005年
  - 全日本総合女子ダブルス準優勝
- 2006年
  - 全日本総合女子ダブルス第3位
- 2007年
  - 全日本総合女子ダブルス第3位
- 2008年
  - 全日本社会人バドミントン選手権大会女子ダブルス優勝
- 2013年
  - 全日本シニアバドミントン選手権大会女子ダブルス（女子30歳以上の部）優勝

### 国際試合
- 2005年
  - オランダオープン女子ダブルス第3位
- 2006年
  - 全英オープン女子ダブルスベスト8
  - ユーバー杯（国別対抗世界選手権）日本代表　団体ベスト8
- 2007年
  - 全英オープン女子ダブルスベスト8
  - YONEX OPEN JAPAN ベスト8
  - スイスオープン ベスト8
  - フランスオープン　ベスト8
  - 韓国オープン ベスト8
- 2008年
  - スイスオープン ベスト8
  - ユーバー杯出場（普段パートナーを組んでいない潮田玲子と組んで試合に出た。）